# Andrea Eskau
Andrea Eskau (ur. 21 marca 1971 w Apolda) – niemiecka niepełnosprawna kolarka, biegaczka narciarska i biathlonistka. Srebrna i brązowa medalistka paraolimpijska z Vancouver w 2010 roku. Dwukrotna złota medalistka paraolimpijska z Soczi w 2014 roku. Mistrzyni paraolimpijska z Pekinu w 2008 roku oraz z Londynu w 2012 roku. Pięciokrotna mistrzyni świata w kolarstwie.

## Medale Igrzysk Paraolimpijskich

### 2014
- – Biegi narciarskie – 5 km – osoby na wózkach
- – Biathlon – 6 km – osoby na wózkach

### 2012
- – Kolarstwo – wyścig uliczny – H4
- – Kolarstwo – wyścig uliczny/trial na czas – H4

### 2010
- – Biegi narciarskie – 5 km – osoby na wózkach
- – Biathlon – 10 km – osoby na wózkach

### 2008
- – Kolarstwo – wyścig uliczny – HC A/B/C